# ماكسميليان روبسبيار
ماكسيمليان فرانسوا ماري إيزدور دي روبسبيير (بالفرنسية: Maximilien François Marie Isidore de Robespierre) (6 مايو 1758- 28 يوليو 1794) هو محام فرنسي ورجل دولة كان أحد أشهر وأكثر الشخصيات تأثيرًا في الثورة الفرنسية. بصفته عضوًا في الجمعية الوطنية ونادي اليعاقبة، قاد حملةً من أجل حق الذكور في الاقتراع العام، ومن أجل إلغاء كل من تبتّل رجال الدين والعبودية. كان روبسبيير مناصرًا صريحًا للمواطنين الذين لم يكن لهم صوت، ولقبولهم غير المقيد في الحرس الوطني والمناصب العامة، وحقهم في حمل السلاح دفاعًا عن النفس. لعب دورًا بارزًا في إثارة الرأي العام الذي تسبب بسقوط المَلَكية الفرنسية في أغسطس عام 1792 وعقد المؤتمر الوطني الفرنسي.
بصفته واحدًا من الأعضاء القادة لتمرد كومونة باريس، انتُخب روبسبيير مندوبًا في المؤتمر الفرنسي في مطلع أيلول عام 1792، إلا أنه سرعان ما انتُقد لمحاولته تأسيس حكم ثلاثي أو دكتاتورية. في ربيع عام 1793، بعد خيانة دوموريز، حث على تأسيس جيش سان كيلوت لسحق أي متآمر ضد الثورة. عُين عضوًا في لجنة السلامة العامة القوية في يوليو.
ذاع صيت روبسبيير لدوره خلال عهد الإرهاب، الذي أشرف خلاله على اعتقال وإعدام عدد كبير من الخصوم السياسيين الذين عدهم هو وحلفاؤه معارضين للثورة. مارس نفوذه من أجل قمع الجيرونديين من اليمين، والهيبرتيين من اليسار، والدانتونيين من الوسط. تشير التقديرات إلى أن ما يقارب 17,000 شخص حُكم عليهم بالإعدام بالمقصلة خلال عهد الإرهاب بعد تقديم قانون المشتبه بهم. يبقى مدى منْح المتهَمين درجة ملائمة من الإجراءات العادلة قبل إعدامهم مسألةً مثيرة للجدل.
في النهاية، كان هوس روبسبيير بتصوّر جمهورية مثالية ولامبالاته إزاء التكلفة البشرية لإقامتها سببَ تشويه سمعته، ما جعل كلًا من أعضاء المؤتمر وعموم الفرنسيين ينقلبون ضده. انتهى عهد الإرهاب حينما اعتُقل مع العديد من حلفائه في انقلاب الترميدوريين في 9 نوفمبر وأُعدم في اليوم التالي، أحداثٌ استهلت فترةً تُعرف بالانقلاب الترميدوري.
تبقى مسؤولية روبسبيير الشخصية عن تجاوزات عهد الإرهاب موضع جدال حاد بين مؤرخي الثورة الفرنسية. كان روبسبيير بالنسبة للبعض رمزَ عهد الإرهاب خلال العام الثاني (من التقويم الثوري الفرنسي)، غير أنه كان بالنسبة للبعض الآخر المنظّرَ الأبرز للثورة وجسّد التجربة الديمقراطية الأولى للبلاد، التي مثلها الدستور الفرنسي لعام 1793 (والذي عُطل فورًا).

## نشأته
ولد ماكسيمليان دي روبسبيير في أراس في المقاطعة الفرنسية القديمة أرتوا. يعود تاريخ أسرته إلى القرن الخامس عشر في فاودريكورت باد كاليه؛ عمِل واحد من أجداده، وهو روبيرت دي روبسبيير، كاتبَ عدل في كارفين أواسط القرن السابع عشر. أسس جده من جهة الأب، واسمه أيضًا ماكسيمليان دي روبسبيير، لنفسه عملًا في أراس كمحامٍ. كان والده، فرانسوا ماكسيمليان بارتيليمي دي روبسبيير، محاميًا في مجلس أرتوا، والذي تزوج من الحامل جاكلين مارغريت كارو، ابنة صانع كحول. كان ماكسيمليان الابن الأكبر، ووُلد خارج نطاق الزوجية. كان أشقاء روبسبيير تشارلوت (1760-1834)، وهنريت (1761-1780)، وأوغسطين (1763-1794).
في مطلع يوليو عام 1764، وضعت مادام دي روبسبيير مولودةً ميتةً، وتوفيت بعد اثني عشر يومًا عن عمر يناهز 29 عامًا. تحطم فرانسوا دي روبسبيير إثر وفاة زوجته، فرحل عن أراس عام 1767 تقريبًا وسافر في أنحاء أوروبا. تولت عماته من جهة أبيه تربية ابنتيه، وآوى جداه، من جهة أمه، ابنيه. وكونه قد تلقى تعليمه مسبقًا في سن الثامنة، التحق روبسبيير بجامعة أراس (المدرسة الإعدادية). في أكتوبر عام 1769، وبناء على توصية رئيس الأساقفة هيلير دو كونزي، حصل على منحة في مدرسة لويس الكبير الثانوية. كان من بين زملائه التلاميذ كامي ديمولان وستانيسلاس فريرون. في المدرسة،  بدأ إعجابه بالجمهورية الرومانية المثالية، وبلاغة شيشرون، وكاتو الأصغر، ولوشيوس جونيوس بروتوس. درس أيضًا أعمال الفيلسوف الجينيفي جان جاك روسو وانجذب إلى عدة أفكار طُرحت في مؤلفه «العقد الاجتماعي». أثارت فكرة «الذات الفاضلة» اهتمام روبسبيير، إنسان يقف وحيدًا برفقة ضميره فقط. دفعته دراسته للكلاسيكيات إلى التطلع إلى الفضائل الرومانية، غير أنه سعى إلى محاكاة روسو على وجه التحديد. جاء تصور روبسبيير للفضيلة الثورية وبرنامجه لبناء سلطة سياسية من ديمقراطية مباشرة من روسو ومونتيسكيو ومابلي.

## بدايته
انتخب روبسبير نائبا لرئيس مجلس الطبقات، الذي اجتمع عام 1789 م عشية اندلاع الثورة الفرنسية، ثم التحق بالجمعية التأسيسية الوطنية (المكونة من ممثلي الشعب)، حيث لمع نجمه ولفتت خطبه وأحاديثه البارعة الأنظار إليه؛ وذلك بسبب ما عرف عنه من التزامه بالقيم الأخلاقية المنضبطة، كما أنه لقب بالرجل «طاهر اليد» وذلك لعدم قبوله أي رشاوي.
في عام 1790 انتخب رئيسا لنادي اليعاقبة، وازدادت شعبيته كعدو للملكية ونصير للإصلاحات الديمقراطية. وعقب سقوط الملكية في فرنسا عام 1792 انتخب روبسبير أول مندوب لباريس للمؤتمر القومي الذي ألح فيه على مطلب إعدام الملك لويس السادس عشر وعائلته وهو ما تحقق عام 1793. وسرعان ما انتخب روبسبير عضوا في الهيئة التنفيذية العليا ولجنة السلامة العامة.

## بداية الرعب
في غياب أي مقاومة له، أصبح هو المسيطر على الحكومة الفرنسية، حيث كانت فرنسا وقتذاك تعاني من الإضرابات السياسية والاجتماعية. وبهدف استعادة النظام في البلاد وتقليل خطر الغزو الخارجي، بدأ روبسبير في القضاء على كل من اعتبرهم «أعداء الثورة» فأعدم معظم زعماء الثورة الفرنسية، وهو ما عرف بعهد الإرهاب. وكان لا يزال يتمتع بتأييد المجتمع الباريسي، ولذلك انتخب رئيسا للمؤتمر الوطني.

## إعدام روبسبير
في غضون ذلك ازدادت الإعدامات، حتى وصل عدد المعدومين إلى ستة آلاف شخص في ستة أسابيع، وأدت خطب روبسبير النارية إلى خوف عدد من كبار أعضاء المؤتمر الوطني على سلامتهم الشخصية، ولذلك دبرت مؤامرة ضد روبسبير وأعوانه، واتفق كل من (باراس - دتاليان) متزعمي المؤامرة وهما من رجال الثورة الذين كانا خائفين من ما يفعله روبسبير ومن معه، لذلك عزما على التخلص منه، وجهزا قوة عسكرية واقتحما بها دار البلدية التي تمترس بها روبسبيير، خلال محاولته للهرب اطلق رصاصه نحو حلقه اصابت فكه حالت دون انتحاره، ومن ثم قيدوه وأخذوه إلى المقصلة مع مائة من أتباعه وأعدموهم جميعهم، ما أنهى عهد الإرهاب.

## وصلات خارجية
- ماكسميليان روبسبيار على موقع الموسوعة البريطانية (الإنجليزية)
- ماكسميليان روبسبيار على موقع ميوزك برينز (الإنجليزية)
- ماكسميليان روبسبيار على موقع إن إن دي بي (الإنجليزية)
- إعدام روبسبير - من موقع قصيمي.